# O'Fallon, Missouri
O'Fallon (phát âm /oʊˈfælən/) là một thành phố thuộc quận trong tiểu bang Missouri, Hoa Kỳ. Thành phố có diện tích km2, dân số theo ước tính năm 2007 của Cục điều tra dân số Hoa Kỳ là 74.976 người, là thành phố lớn thứ 7 của tiểu bang. Thành phố nằm giữa Lake St. Louis và St. Peters. Thành phố là một phần của vùng đô thị St. Louis.2  Năm 2006, Money Magazine đã bầu chọn O'Fallon là một trong "100 nơi tốt nhất để sinh sống" trong bình chọn của mình (39/100) Money Magazine xếp hạng O'Fallon 68/1000 năm 2008 và 26/100 vào năm 2010